# Bandar-e Torkaman
Bandar-e Torkaman, även Bandar-e Torkeman eller Bandar-e Torkman, (persiska: بندر ترکمن) är en stad i provinsen Golestan i norra Iran. Den ligger vid den sydöstra kusten av Kaspiska havet och har cirka 50 000 invånare. Staden är administrativt centrum för delprovinsen (shahrestan) Torkaman.